# Abigail Schaaff
Abigail Schaaff Moll (Barcelona, 1975) es una directora de series, programas y cine española También productora audiovisual. 

## Trayectoria
Hija del realizador y productor Sergi Schaaff y de la actriz Àngels Moll. Deseaba estudiar escenografía pero optó por Comunicación Audiovisual en la Universidad Pompeu Fabra (UPF). Su padre fue uno de sus profesores. Se licenció en 1997. Hizo un Màster en Documental de Creación en la Fundación IDEC-UPF. 
Empezó a trabajar como montadora, de una serie de animación y del concurso Saber y ganar, en el que hizo también de guionista. Después, debutó como auxiliar de dirección en la serie de TV3, Mirall trencat (2002) donde pasó a segunda ayudante de dirección. 
En 2013, junto a Pablo y Javier Olivares y su hermana Anaïs Schaaff, creó la productora Cliffhanger TV,  con la que produjeron la serie El Ministerio del Tiempo, de TVE. Dirigió varios capítulos.. En 2016 recibió el Premio Iris Mejor dirección, por esta serie. 
Fue directora capitular de Madres, amor y vida (Mediaset, Amazon Prime, 2019), y de La última (2022), de Disney + . Con esa plataforma también rodó en 2024 la serie Si es martes, es asesinato . 
En diciembre de 2022, recogió el Premio Ondas al Mejor Programa de Entretenimiento por Saber y ganar, en nombre de Sergi Schaaff, su padre, director y creador, enfermo en ese momento, y que moriría en enero de 2023.  Desde su muerte, Abigail comparte la dirección del concurso, con su hermana Anaïs. 
Dirigió su primer largometraje, L´home dels nassos (El hombre de las narices) cuyo título refiere a la leyenda de ese personaje imaginario catalán vinculado a las mentiras, que rodó en 2023, y en la que sale su hija Nora . Fue nominada al Premio Gaudí a la mejor película 2023.  
En 2024 también participó en Sergi Schaaff, la bestia televisiva, documental sobre la obra en la historia de la televisión de España. 

## Filmografía
- Ventdelplà confidencial (2008) Película para TV3
- Zoo (2008) Serie TV3. 7 episodios
- 90-60-90. Diario secreto de una adolescente (2009) Serie Antena 3. 1 episodio
- Ventdelplà ( 2005-2010) Serie TV3. 41 episodios [1]
- Kubala, Moreno i Manchón, 2012-2014, 18 episodios
- 39+1, (2014) Serie de TV3, 5 episodios
- Ministerio del Tiempo, 2015-2017, 6 episodios.
- Madres, amor y vida  (2020-21) Serie de Mediaset. 6 episodios
- Berenàveu a les fosques (2021) Película para TV3
- Cuéntame cómo pasó (2022) Serie de TVE. 1 episodio
- La última (2022) Serie de Disney+. 2 episodios [6]
- L'home dels nassos (2023) Largometraje [10]
- (2025) Si es martes, es asesinato. Serie de Disney+ [7]

## Premios
Ganó el Premio Iris Mejor dirección 2016, por El Ministerio del tiempo, junto al resto de directores, Marc Vigil, Jorge Dorado, Paco Plaza y Javier Ruiz Caldera. Es un galardón que concede anualmente la  Academia de Televisión y de las Ciencias y Artes del Audiovisual. 